# 俗語
俗語（ぞくご、英: slang）とは、一般にはよく用いられているものの標準語ではないとみなされる口語表現で、スラングとほぼ同義に用いられている。俗言ともいう。

## 概要
「俗語」という言葉が表す意味は複数あるが、今日で最も一般に用いられる意味は主に次の2つであろう（ただしこの2つの意味の境界は辞書によってまちまちである）。一つには、「雅語・文章語に対して、世間で日常的に使われる話しことば」といった意味である。もう一つには、「話しことばの中で、（改まった場では使いにくい・人前で大っぴらに使用することがはばかられる）標準語法からはずれているとみなされる卑俗・卑猥なことば、表現」といった意味であり、後者の意味ではスラングとほぼ同義とされる。「風土記」「万葉集」などでは土俗の語・方言といった意味で使われていると思われ、ついで、歌語・雅語・文章語に対して日常的に用いる語を意味するようになった。
「俗語」という言葉は上記の意味に加えて、「仏法に関係ない俗人の言葉」「俗諺」「世間のうわさ」といった意味も持つ。また公式に用いられる言語体系ではない言語体系のことを指すこともある（中世ヨーロッパではラテン語が公用語であったが、ダンテは俗語（イタリア語）で『神曲』を書いた）。
「隠語」は、「特定の仲間の間にだけ通用する特別の語」であり、「俗語」はこれよりも広い範囲で用いられる。

## 用途・用法
公式な場面、文語、公文書、学術文書などの改まった場面では用いられないが、くだけた場面のみに使うことを許される言葉の総称であり、品のない言葉遣いとされる。また、対応する改まった言葉がある場合とない場合があり、対応する言葉があっても、俗語の方がニュアンスが伝わりやすかったりする。性・差別・お金・犯罪などを語る場合、俗語が使われることが多い。
使い分けに関しては、まさに「状況に応じて」としか言えない部分がある。不適切な場面で誤って使ったり多用すると「学がない」や「品性に欠ける」などのそしりを受ける以外に「信用が置けない」や「不誠実である」とされることがある反面、適切な場面で使わないことで「強情」「親しみにくい」「考え方が柔軟ではない」「応用力・適応力がない」「価値観が古い」「自己陶酔」「くどい」などと評価されることが多々ある。ただし、俗語を使っていいか判断が難しい場合は、対応する改まった言葉を使った方が無難である。
日本語で俗語でない言葉が海外の俗語と発音が近い場合があり、例えば日本のいち地方を示す「近畿」は英語の「kinky」（風変わり・変態）に発音が近いため近畿大学は2016年4月から英語表記を「KINKI UNIVERSITY」から「KINDAI UNIVERSITY」に変更しているほか、近畿日本鉄道も2003年から英語表記を「KINTETSU CORPORATION」に変更している。
隠語と重なる場合も多くあるが、隠語は限られたコミュニティでしか通じない言葉に限るのに対し、俗語はより広い概念であり誰でも知っている言葉も多く含まれる。例えば日本語のくそや英語のファック（fuck）などは、母語話者なら必ず知っている語であるが、公式な場面で用いられることはまずない。
現在普通に用いられている俗語はくだけた場面では使われることを許容される傾向があるが、公的な場面やあまり親しくない人物に使うと歴史が深い俗語でも問題になりやすい。（特に前述の「くそ」のような侮蔑的なニュアンスのある言葉)

## 主な起源や変化
略語、比喩表現、古語、方言などを元とする語も多いが、かつては地域的な表現という側面が強くサブカルチャーなどが密接に関係する表現も多く見られる。今日のマスメディア発達に伴い、地域差は次第に薄れつつあるが、世代的な感覚語が含まれ時代の流行に因っても変化する。いわゆる流行語もこれら俗語の範疇に含まれるが、流行語は数年でその存在が忘れ去られることも珍しくないが、俗語の方は半世紀以上の歴史を持つものも珍しくない。流行語のように時代時代で注目を集めた人が作った造語も存在する。
ある言葉が誤用されているうち、それが定着して正当な用法として受け容れられるようになった例もある。また、整地ローラーの俗称であるコンダラのように、聞き間違いによる誤認から生まれたものもある。

## 俗語とされる言葉
隠語
ある特定の専門家や仲間しかその意味が分からない言葉や言い回しで、専門用語ではなく公的に用いられないもの。
歴史の深い俗語
かつて隠語だった言葉が広まったもので、比較的広い世代に用いられている。広い意味でのスラング。サボる(怠ける)、なめる（軽く見る）、マジ(本当)、やばい（危ない）など。
特に「なめる」は侮蔑的なニュアンスがあり、相手に使う場合は注意が必要である。
スラング
範囲の広い隠語で、同時代・同世代・同地域・同趣味・同民族の間で使われる。KY（空気を読めない）、ググる（グーグルで検索する）など。
若者言葉
若者に特有（であることが多い）スラング。キレる（堪忍袋の緒が切れる）、ムカつく（腹が立つ）、リア充（現実世界の生活が充実している）など。
ギャル語
1990年代半ば以降渋谷のコギャルを中心に話されている言葉。
オタク用語
2000年代以降秋葉原のオタクを中心に話されている言葉。萌え（強い好意を抱く）、ツンデレ（初めは敵対的だが、何かをきっかけで好意的な状態に変化する）など。
オタク用語は年々たくさんの言葉が生み出されており、栄枯盛衰が激しい。例えば2017年現在では「萌え」を通り越して信仰心に似た強い好意を抱くという意味で「尊い」が用いられている。
「萌え」は2018年改訂の広辞苑第七版に収録され、オタク用語の中では社会に浸透した言葉である。